# إيرينا بودنوسوفا
إيرينا ليونيدوفنا بودنوسوفا (بالروسية: Ирина Леонидовна Подносова؛ 29 أكتوبر 1953 - 22 يوليو 2025) محامية روسية شغلت منصب رئيسة المحكمة العليا في روسيا من 17 أبريل 2024 حتى وفاتها، وكانت أول امرأة تتولى هذا المنصب منذ إنشائه في 1923.

## حياتها ومسيرتها المهنية
قبل تعيينها رئيسةً للمحكمة، ترأست بودنوسوفا الغرفة القضائية للنزاعات التجارية في المحكمة العليا للاتحاد الروسي من عام 2020 إلى عام 2024، ومحكمة النقض العادية الثانية من عام 2018 إلى عام 2020، ومحكمة منطقة لينينغراد من عام 2017 إلى عام 2018. بدأت مسيرتها القضائية في عام 1990، عندما أصبحت قاضية في محكمة مدينة لوغا، وهي بلدة في منطقة لينينغراد، على بعد 140 كيلومترًا جنوب سانت بطرسبرغ. في عام 2003، أصبحت رئيسة محكمة مدينة لوغا. مع وفاة رئيس المحكمة العليا لفترة طويلة فياتشيسلاف ليبيديف، الذي ترأس المحكمة العليا من عام 1989 حتى وفاته في 23 فبراير 2024، كانت بودنوسوفا المرشحة الوحيدة للمنصب الشاغر. أوصت هيئة مؤهلات القضاة العليا بتعيين بودنوسوفا بأغلبية الأصوات.. في 17 أبريل/نيسان 2024، عُيّنت إيرينا بودنوسوفا رئيسةً للقضاة من قِبَل مجلس الاتحاد بعد ترشيحها من قِبَل رئيس روسيا. كانت بودنوسوفا زميلةً لفلاديمير بوتين في كلية الحقوق التابعة لـ جامعة لينينغراد الحكومية. توفيت بودنوسوفا بسبب السرطان في 22 يوليو 2025، عن عمر يناهز 71 عامًا. وحضر مراسيم التأبين الرئيس الروسي فلاديمير بوتين شخصيًا، يحمل باقة ورد، في طقس جنائزي رسمي.